# 豊川高等学校
豊川高等学校（とよかわこうとうがっこう）は、愛知県豊川市末広通一丁目にある私立高等学校。通称は「川高」（かわこう）。

## 概要
曹洞宗寺院である豊川稲荷を母体とした旧制中学校相当の僧侶の夜間中等教育機関として創立された。一般子弟にも開放されており、東三河には旧制中学校が県立の3校（豊橋中、豊橋第二中、成章中）と私学の同校しか存在しなかったため、男子の中等教育機関として地域社会に貢献した。
学制改革直後は、附設の豊川中学校を持っていたが、中学卒業後の県立高への流出が目立ったため廃止した。1970年代に教育困難校として新聞に取り上げられたこともあった。
1980年代後半に長野県の篠ノ井旭高校再建で名を馳せた若林繁太を校長に迎え、大規模な改革が行われた。退任後も特進コース新設等で、単願者の増加が見られた。
スポーツ選抜クラスも設置されており、総合グランドではサッカー、ラグビー等の公式戦が行われることもある。
かつては、寺院子弟向けに、豊川稲荷専門僧堂で修行しながら定時制課程に通学するコースが設置されていた。また、商業科や通信制課程も存在した。

## 建学の精神
「宗教的精神（仏教精神）に基づいて、高潔な人格と強い信念を有する良識豊かな社会人を育成する」となっている。
豊川高校の宗教行事
- 4月：釈尊降誕花祭り - お釈迦様の誕生を祝う祭り。
- 5・9月：春・秋季 - 閣大祭。
- 5月：ウエサカ祭 - 南方仏教独自の宗教行事。

## 校訓
「和敬、信愛、利他、報恩」となっている。
- 和敬：和やかな心情をもって、相互の人格を敬い合う。
- 信愛：相互に信じ、相互に愛くしみ合う。
- 利他：利己的欲望を制し、社会人類の福祉増進に力を尽す。
- 報恩：神仏・天地・父母・衆生（社会）より受ける広大無辺の恩徳を思い感謝報恩の生活を送る。

## 沿革
沿革節の主要な出典は公式サイト
- 1882年（明治15年）4月 - 豊川閣妙厳寺門子弟の教育機関として設置され、豊川閣家庭学校と称する。
- 1928年（昭和3年）4月 - 豊川学堂と改称し、閣内参籠堂を仮校舎として、旧制中学校に準ずる夜間中学として開校。7月、閣外の子弟も入学。
- 1934年（昭和9年）8月 - 豊川閣より移転し、愛知県宝飯郡豊川町也通72（現在：豊川市駅前通2-27）に、本館、講堂、校舎を新築。
- 1935年（昭和10年）1月 - 文部大臣より、専門学校入学者検定規定に依り専門学校入学に関し、中学校卒業者と同等以上の課程を有する者 との認定を受ける。
- 1940年（昭和15年）4月 - 豊川夜間中学に校名を変更。
- 1943年（昭和18年）4月 - 中学校令による中学校設立の許可を受け豊川中学校（夜間部・昼間部併設）を開設。
- 1947年（昭和22年）4月 - 学制改革により、新制中学校を併設する。
- 1948年（昭和23年）4月 - 高等学校令により中学校と高等学校（高等学校は全日制と定時制（夜間部））となる。
- 1957年（昭和32年）4月 - 豊川中学校を廃止。
- 1958年（昭和33年）4月 - 商業科を開設。
- 1964年（昭和39年）4月 - 現在地（豊川市末広通1-37）に移転。
- 1965年（昭和40年）4月 - 全日制に女子部を開設。普通科2学級、商業科1学級。
- 1989年（平成元年）3月 - 女子部を廃止し、全学年男女共学となる。
- 1990年（平成2年）4月 - 通信制課程を開設。
- 1999年（平成11年）4月 - 商業科の募集を停止し、普通科情報クリエイティブコースを開設。
- 2001年（平成13年）4月 - 全日制商業科を廃止。
- 2003年（平成15年）3月 - 通信制課程の募集を停止。
- 2006年（平成18年）4月 - 全日制普通科に、スポーツ選抜コースを開設。
- 2007年（平成19年）4月 - 普通科総合コース・情報クリエイティブコースを文理教養コースに改組し、コース内にIT選抜クラスを開設。
- 2010年（平成22年）3月 - 通信制課程を廃止。
- 2011年（平成23年）4月 - 全日制特進コース（特進選抜クラス・特進クラス・スポーツ選抜クラス）と総合進学コースを開設。
- 2013年（平成25年）4月 - 定時制課程の募集を停止。
- 2017年（平成29年）2月 - 定時制課程を廃止。
- 2022年（令和4年）4月 - 全日制I類とII類を開設。

## 特色
生徒自ら選択可能な柔軟なカリキュラムによる学力の向上と、個性的な行事、文武両道を目標とする部活動が主な特色である。
学校の母体が豊川稲荷ということもあり、宗教の授業が週1回、卒業するまでどのコースでも取り入れられている。
学校の敷地内に宗教の授業で使用する専用の坐禅堂がある。
「寒巌禅師発願文」(かんがんぜんじほつがんもん)という教えを生徒全員が暗記し、生徒全員が書き唱える。

## 交通アクセス
- JR飯田線 豊川駅・名鉄 豊川線豊川稲荷駅より徒歩で約15分。
- 名鉄豊川線 稲荷口駅より徒歩で約10分。
- 豊鉄バス豊川線・新豊線「開運通二丁目」停留所下車、徒歩ですぐ。

## 制服と色

### スクールカラー
Bordeaux：ボルドー（エンジ色）をテーマカラーとしている。

### 制服
ブレザーを着用する。
豊川高校のスクールカラーボルドーをキーカラーに、伝統を表すミックスグレー、実りを表すベージュ、連帯を表すホワイトを配色したオリジナルのLOCHCARRON（ロキャロン）社製タータンチェックを用いている。

## 教育課程

### 全日制（普通科）
特進コース
- 特進選抜クラス
- 特進クラス
- スポーツ選抜クラス

総合進学コース
- 自然科学系
- 人文系
- スポーツ系
- 情報系
- 国際系

## 学校行事
オールナイトウォーク：愛知県民の森から同校までの42.8キロを夜通しで踏破する。
豊川学園フェスティバル：学園祭。芸能人や地元有名人などのゲストが呼ばれる野外ステージなどが催される。課外活動の一環として渥美半島で採取された砂鉄からたたら吹きで鉄を造る活動もしている。
生徒会は地域との連携を重視しており、地域の行事への参加やボランティア活動、私学助成運動への参加も行っている。

## 入学
推薦入試では、面接、作文や学力試験などが課される。
一般入試では5教科の学力試験が実施される。
豊川市を中心に東三河全域からの入学者が多い。

## 部活動

### 部活動の実績
水泳部、男子ソフトボール部、駅伝部、ダンス部、女子バレー部、女子サッカー部、硬式野球部等の部活が全国大会出場等の成績を残している。
水泳部は男子が2012年（平成24年）総体で初めて全国制覇（種目別総合得点1位獲得）を成し遂げる。さらに2013年（平成25年）、2014年（平成26年）総体では男子が3連覇を達成。女子水泳部も2013年（平成25年）総体では男子水泳部に続き創部初の全国制覇（種目別総合得点1位獲得）を遂げた。女子水泳部は2014年（平成26年）総体も優勝し2連覇を達成。2013年（平成25年）総体に続き2014年（平成26年）総体
男子ソフトボール部は複数回全国大会出場の実績がある。最高成績は2006年（平成18年）総体全国3位。
女子駅伝部は2007年（平成19年）の全国高等学校駅伝競走大会で創部2年目にして上位入賞を果たし、2008年（平成20年）・2009年（平成21年）・2011年（平成23年）・2013年（平成25年）には優勝している。2013年（平成25年）大会では歴代2位の好タイムで史上最多の4度目となる優勝を果たした。男子駅伝部は2012年（平成25年）に県予選で豊川工業の15連覇を阻んで初出場、1962年（昭和37年）の福岡大大濠以来50年ぶり史上6校目となる初出場初優勝を遂げた。駅伝部は男女10人の選手を2012年（平成24年）3月に仙台育英学園高等学校から受け入れて（東日本大震災の影響によるもの）いたが、2012年（平成24年）の男女優勝メンバー中、男子は7区間中4人、女子は7区間中1人が転入者であった。
ダンス部は『春の日本高校ダンス部選手権』中日本大会において、2016年（平成28年）準優勝を受賞している。
女子バレーボール部は2022年度第75回春の高校バレーに初出場を果たした。2025年には全国高校総体に初出場を果たした。
女子サッカー部は第33回全日本高等学校女子サッカー選手権大会に初出場を果たした。
硬式野球部は1946年（昭和21年）に創部し、プロ野球選手を何人も輩出した実績がある。2003年（平成15年）・2004年（平成16年）ともに夏の選手権愛知大会で2年連続準優勝した。2013年（平成25年）・第66回秋季東海地区高校野球大会にて準優勝し、2014年春（第86回）で甲子園に初出場。ベスト4に進出した。なお前年の2013年春（第85回）では21世紀枠の最終候補（東海地区）に選ばれていた。2023年（令和5年）第76回秋季東海地区高校野球大会にて初優勝し、2024年春（第96回）に10年ぶり2回目の出場を果たす。

### 運動部
★は特別強化指定部・☆は強化指定部
- ★硬式野球
- ★水泳
- ★男子駅伝
- ★女子駅伝
- ☆陸上競技
- 男子バレーボール
- ☆女子バレーボール
- ☆男子バスケットボール
- 女子バスケットボール
- ☆男子サッカー
- ☆女子サッカー
- 弓道
- 登山
- ボウリング
- 空手道
- 男子ソフトテニス
- ☆女子ソフトテニス
- 卓球
- 男子バドミントン
- 女子バドミントン
- ☆剣道
- 軟式野球
- ☆男子ソフトボール
- 女子ソフトボール
- チアリーディング
- フィギュアスケート
- ダンス

### 文化部
★は特別強化指定部・☆は強化指定部
- 書道
- 美術
- 写真
- 茶華道
- 演劇
- 放送・映画研究
- インターアクト
- e-Sports
- 和太鼓
- 探Q
- ☆吹奏楽

## 不祥事
2021年（令和3年）12月、元野球部員の男子生徒が他の部員から受けたいじめに対し学校側が適切な対応をしなかったとして、運営する学校法人に損害賠償を求める訴訟を名古屋地方裁判所に起こした。原告の元生徒は、他の部員から暴言を吐かれたりコーチに無視されるなどしたという。
2022年（令和4年）2月9日、学校側が声明を出し「必要な生徒指導を行い、不適切な行為について謝罪する機会を設けた」「いじめを容認し、放置するようなことはしていない」などと説明。

## 施設
アネックス棟の新設・総合グラウンド・野球場の全面改装等の創立80周年記念事業での施設改装が行われた。
- 全天候型総合グラウンド - インフィールド全面人工芝、全天候型400mトラック、500mジョギング起伏コースを備えた総合グラウンド
- 野球場 - センター120m、両翼100mの硬式専用野球場（雨天練習場を併設）
- 室内プール - 日本水連公認の6コースと初心者向け4コースを持つ温水プール、水泳部専用の50mプールが4コース
- 体育館 - 第一・第二の二つの体育館
- トレーニングルーム - ウェイトトレーニングマシンを設置
- 鳳翔閣（講堂）- 式典等に使用する講堂
- コンピュータルーム - コンピュータ267台設置
- 音楽教室 - 小ホール的な空間
- 坐禅堂 - 坐禅実習を行う場
- 学習センター - 学習室

## 出身者・在学生

### 陸上競技選手
- 岩水嘉孝 - 元陸上競技男子選手、3000メートル障害日本記録保持者
- 長田拓也 - 陸上競技男子選手、2015年世界選手権4×100mリレー日本代表
- 服部弾馬 - 陸上競技男子選手、2015年日本インカレ男子5000m優勝
- 一色恭志 - 陸上競技男子選手、箱根駅伝3年連続花の2区出場
- 小野田勇次 - 陸上競技男子選手、箱根駅伝4年連続山下り6区出場、区間記録保持者
- 伊澤菜々花 - 陸上競技女子選手、2008・2009年高校駅伝優勝メンバー
- 安藤友香 - 陸上競技女子選手、2009・2011年高校駅伝優勝・2010年高校駅伝準優勝メンバー、2017名古屋ウィメンズマラソン2位
- 岩出玲亜 -  陸上競技女子選手、2012年高校駅伝準優勝メンバー、2018年名古屋ウィメンズマラソン4位
- 関根花観 - 陸上競技女子選手、2012年高校駅伝準優勝・2013年高校駅伝優勝メンバー、2016年リオデジャネイロオリンピック10000ｍ日本代表、2018年名古屋ウィメンズマラソン3位
- 鷲見梓沙 - 陸上競技女子選手、2012年高校駅伝準優勝・2013年高校駅伝優勝メンバー、2015年世界選手権5000m日本代表
- 堀優花 - 陸上競技女子選手、2012年高校駅伝準優勝・2013年高校駅伝優勝メンバー、2017年アジア陸上選手権10000m銀メダル

### 競泳選手
- 冨田尚弥 - 競泳選手、2010年アジア競技大会200m平泳ぎ優勝
- 堀畑裕也 - 競泳選手、豊川高校教員、水泳部コーチ、男子400m個人メドレー元日本記録保持者 2011年世界水泳選手権3位
- 今井月 - 競泳選手、女子200m個人メドレー世界ジュニア記録保持者、リオデジャネイロオリンピック代表
- 川本武史 - 競泳選手、2020年東京オリンピック日本代表
- 小西杏奈 - 競泳選手、2020年東京オリンピック日本代表

### 野球選手
- 伊奈努 - 元プロ野球選手（名古屋/中日→阪神）
- 久保田治 - 元プロ野球選手（東映→巨人）
- 足木敏郎 - 元プロ野球選手（中日）
- 木村軍治 - 元プロ野球選手（東映→近鉄）
- 西沢正次 - 元プロ野球選手（広島→太平洋/クラウン/西武）
- 澤井道久 - 元プロ野球選手（中日）
- 白井孝幸 - 元プロ野球選手（阪急→ダイエー→中日）
- 白井康勝 - 元プロ野球選手（日本ハム→広島→ヤクルト）
- 戸田忠男 - 元プロ野球選手（中日）
- 内藤尚行 - 元プロ野球選手（ヤクルト→ロッテ→中日）、新潟アルビレックスBC元監督
- 森谷昭仁 - 元プロ野球選手（近鉄→楽天）
- 森福允彦 - 元プロ野球選手（ソフトバンク→巨人・第3回WBC日本代表）
- 森博人 - プロ野球選手（中日）
- 宮本ジョセフ拳 - 元プロ野球選手（西武）
- モイセエフ・ニキータ - プロ野球選手（ヤクルト）

### その他
- 宮本延春 - 豊川高校教諭、教育再生会議メンバー、エッセイスト
- 蔵本敬充 - 俳優、モデル
- 佐野有美 - 詩人、随筆家、歌手
- 福山諦法 - 第七十九世大本山永平寺禅師・第三十三世豊川稲荷閣主